# Noma

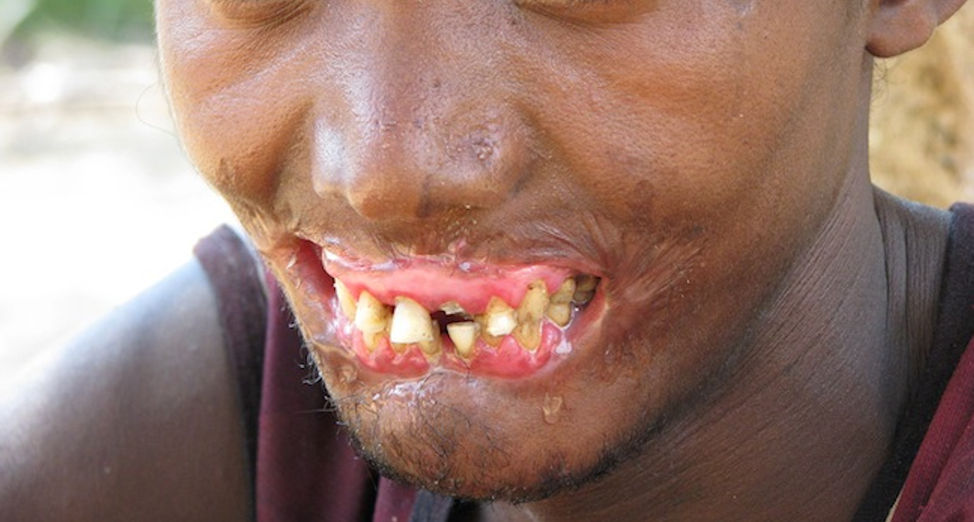
Caso severo de Noma

Noma, estomatite gangrenosa, cancrum oris ou cancro oral, é uma infecção bacteriana destrutiva dos tecidos faciais e bucais que atinge mais frequentemente pacientes debilitados e gravemente desnutridos, em particular crianças.

## Causas
Ocorre quando as bactérias Fusobacterium necrophorum e Prevotella intermedia encontram um organismo debilitado por: 
- Outras bactérias patógenas como: Borrelia vincentii, Porphyromonas gingivalis, Tannerella forsythia, Treponema denticola, Staphylococcus aureus e certos Streptococcus.[2]
- Desnutrição (especialmente falta de vitaminas A e B)
- Desidratação
- Falta de higiene bucal
- Consumo de água infectada
- Proximidade com o gado
- Outras doenças recentes
- Imunodeficiência

## Sinais e sintomas
Primeiro aparecem inflamações nas gengivas e bochechas que começam a formar úlceras. As úlceras desenvolvem um odor fétido e mau hálito. A ulceração dolorosa da gengiva ou mucosa jugal evolui rapidamente para necrose progressiva extensa da pele, músculos e inclusive dos ossos. Também pode ocorrer nos genitais, uma variação conhecida como "noma pudendi".

## Epidemiologia
A doença está associada com alta morbidade e mortalidade e afeta principalmente crianças com menos de doze anos de idade nos países mais pobres da África. Também há casos de Noma em crianças na Ásia e em alguns países da América do Sul. A maioria das crianças que contraem a doença está entre as idades de dois e seis anos de idade, com desnutrição e outras doenças crônicas. Em 1999, a OMS estimou que havia 500 mil pessoas afetadas e ocorreram 140 mil novos casos. A taxa de mortalidade sem tratamento é de 80-90 por cento.
Conhecida desde a antiguidade pelos primeiros médicos, como Hipócrates e Galeno, foi comum durante as épocas de fome e guerra até a segunda guerra mundial. Foi eliminada da maior parte dos países do mundo conforme as condições sanitárias melhoraram e tratamento com antibióticos se tornaram comuns e acessíveis. Persiste atualmente apenas nos locais mais pobres do mundo.

## Tratamento
O seu tratamento é feito com doses elevadas de penicilina e outros antibióticos, água potável, dieta com vitaminas A e complexo B e higiene oral diária. A deformação que causa é permanente e pode ser necessário realizar cirurgia plástica reconstrutiva para reparar os danos. Esta, deve ser adiada até a recuperação completa do paciente, que tipicamente se dá após um ano do início do tratamento.